# Североазиатская раса
Североазиа́тская ра́са (континентальные монголоиды, северные монголоиды) — одна из человеческих рас. Рассматривается как малая раса в составе большой монголоидной расы. Представляет собой одну из трёх основных ветвей монголоидов, называемую континентальной монголоидной ветвью. Распространена на территории Северной и Центральной Азии — к востоку от Енисея. Некоторые популяции, возникшие в результате миграций кочевых народов, встречаются также западнее вплоть до низовьев Волги. Ряд антропологических признаков североазиатской расы сближает её представителей с европеоидами.

## Признаки
К наиболее характерным признакам североазиатской расы относятся такие, как:
- в целом чуть более светлые оттенки кожи, волос и глаз в сравнении с остальными монголоидами;
- слабое развитие третичного волосяного покрова на лице и теле;
- сравнительно широкая форма носа с низким переносьем;
- относительно тонкие губы;
- высокая частота распространения эпикантуса, узкий разрез глазной щели;
- лицо большое, высокое, широкое и крайне уплощённое;
- преобладание ортогнатизма;
- брахикефалия;
- низкий свод черепа в сравнении с остальными монголоидами;
- невысокий рост;
- коренастое телосложение.

Помимо этого, у представителей североазиатской расы отмечается развитие значительного слоя подкожного жира, обусловленное адаптацией к северным климатическим условиям. В некоторых популяциях характерной особенностью являются несколько изогнутые и укороченные ноги.
Такие из перечисленных признаков, как относительно низкий свод черепа и брахикефалия, а также некоторая депигментация кожи, радужки глаз и волос и некоторые другие особенности, часто встречаемые в североазиатских популяциях, во многом сходны с признаками европеоидной расы. Для дальневосточной и южноазиатской рас в отличие от североазиатской расы характерны смуглая кожа, высокий свод черепа и мезокефалия.

## Классификация
В. В. Бунак выделял в североазиатском ареале сибирскую ветвь восточного расового ствола с самодийской (нганасаны), таёжной (эвенкийской), центральноазиатской (монгольской), парацентральноазиатской (тюркской), арктической сибирской и арктической азиатско-американской расами. Г. Ф. Дебец выделял североазиатский ареал как сибирскую подветвь азиатской ветви большой монголоидной расы и включал в неё байкальскую малую расу (с собственно байкальским и катангским антропологическими типами), центральноазиатскую малую расу, а также амуросахалинский антропологический тип. В классификации Я. Я. Рогинского и М. Г. Левина североазиатская раса входит в состав большой азиатско-американской расы вместе с арктической (эскимосской), дальневосточной, южноазиатской и американской малыми расами.

## Типы
В целом всю территорию распространения североазиатской расы можно разделить на два основных ареала, в которых расселены представители центральноазиатского и байкальского антропологических вариантов. Первый из них преобладает в Монголии, Забайкалье и Туве, второй — севернее этих регионов, на значительной части территории Восточной Сибири. Байкальский вариант характеризуется крайне большими размерами лица, сильной скуластостью, высокой степенью распространённости эпикантуса, тонкими губами, очень уплощённым носом и крайне слабым развитием третичного волосяного покрова на лице и теле вплоть до его отсутствия. Появление ряда признаков байкальского варианта связывают с влиянием европеоидной примеси, в числе таких признаков отмечают более светлые оттенки кожи, а также бо́льшую частоту распространения мягких волос и смешанных по цвету глаз. В целом монголоидные признаки у байкальского типа наиболее сильно выражены в строении лица, наименее — в пигментации кожи, глаз и волос. Центральноазиатский вариант отличается от байкальского более тёмными и более жёсткими волосами, более тёмными глазами, сильнее развитым ростом бороды и усов, реже встречаемым эпикантусом, менее выступающими скулами и сильнее выступающим носом.
Как особый катангский подтип байкальского варианта рассматриваются некоторые популяции в Южной Сибири. Такие популяции встречаются, в частности, среди тувинцев (в горных районах Восточной Тувы), тофаларов и западных эвенков. Представители катангского подтипа выделяются главным образом по одной характерной черте — очень низкому лицу, в остальном эти группы разделяют все основные признаки байкальского типа североазиатской расы.
Территории, размещённые к западу от ареала североазиатской расы, исторически являлись местом частых миграций народов как монголоидной (с юга и юго-востока), так и европеоидной рас (с запада). Смешение разных расовых типов привело к формированию на этих территориях так называемых метисных рас — уральской расы, сложившейся из европеоидных групп и монголоидных групп байкальского типа, и южносибирской расы, сложившейся из европеоидных групп и монголоидных групп центральноазиатского типа.
Особый переходный тип между центральноазиатским вариантом североазиатской расы и дальневосточной расой представляет тибетский антропологический тип, иногда выделяемый в отдельную малую расу.